# Conilera bullisi
Conilera bullisi är en kräftdjursart som beskrevs av Brusca, Wetzer och France 1995. Conilera bullisi ingår i släktet Conilera och familjen Cirolanidae. Inga underarter finns listade i Catalogue of Life.